# Igors Stepanovs
Igors Stepanovs (* 21. Januar 1976 in Ogre, Sowjetunion, heute Lettland; russisch Игорь Николаевич Степанов, Igor Nikolajewitsch Stepanow) ist ein ehemaliger lettischer Fußballspieler und heutiger -trainer.

## Karriere
Seine fußballerische Laufbahn begann Stepanovs bei Skonto Riga, wo er von 1995 bis 2000 spielte. Dann verpflichtete Arsenal-Trainer Arsène Wenger den Innenverteidiger als Ersatz für den verletzten Tony Adams. In London schaffte er den Durchbruch allerdings nicht und kam in den drei Spielzeiten nur auf zwei Einsätze, so dass er für die Saison 2003/04 zum KSK Beveren nach Belgien ausgeliehen wurde. Nach nur einer Saison wechselte Igors Stapanovs dann zum Grasshopper Club Zürich, wo er über zwei Spielzeiten Stammspieler war und auch sieben Spiele im UEFA-Pokal betritt. Gegen Ende der zweiten Saison wurde er nach einer Tätlichkeit, die ihm vier Spiele Sperre einbrachte, freigestellt. Daraufhin wechselte er zur Saison 2006/07 zum lettischen Erstligaverein FK Jūrmala und bereits ein halbes Jahr später, im Januar 2007, nach Dänemark zum Esbjerg fB. Auf einen weiteren Vereinswechsel im März 2008 zum russischen Club Schinnik Jaroslawl folgte nur vier Monate später ein erneuter Transfer wieder zurück in seine lettische Heimat zum FK Olimps Riga. Anfang 2010 kehrte er zu Jūrmala, wo er im Jahr 2011 seine Laufbahn beendete.
Igors Stepanovs spielte von 1995 bis 2009 insgesamt 99 mal für die lettische Nationalmannschaft und erzielte dabei vier Tore. Er nahm an der Europameisterschaft 2004 teil, bei der Lettland in der Vorrunde ausschied. Der einzige Punktgewinn gelang den Letten beim 0:0 gegen Deutschland, bei dem Stepanovs mit starken Abwehrleistungen glänzte.
Am 10. August 2011 kam er zu seinem 100. Länderspiel, bestritt dabei aber nur die ersten 5 Minuten des Spiels gegen Finnland.

## Erfolge
- Lettischer Meister mit Skonto Riga: 1995, 1996, 1997, 1998, 1999, 2000
- Lettischer Pokalsieger mit Skonto Riga: 1995, 1997, 1998, 2000
- Lettlands Fußballer des Jahres: 2005